# دوشان ماراویچ
دوشان ماراویچ (انگلیسی: Dušan Maravić؛ ۷ مارس ۱۹۳۹ – ۶ ژانویهٔ ۲۰۲۵) بازیکن فوتبال صرب‌‌تبار اهل یوگسلاوی بود.
از باشگاه‌هایی که وی در آن‌ها سابقه بازی‌دارد، می‌توان به باشگاه فوتبال ستاره سرخ بلگراد اشاره کرد.
وی در مسابقات کشوری و بین‌المللی در مجموع برندهٔ ۱ مدال طلا شده‌است.